# Étienne Fortamps
Étienne-Charles Fortamps (Eigenbrakel, 1 oktober 1776 - Brussel, 22 september 1848) was een Belgisch volksvertegenwoordiger.

## Levensloop
Fortamps was de zoon van notaris Jean Joseph Fortamps en Madeleine Frédérique Craveau. Hij studeerde aan de universiteit van Leuven in 1795-1796 en werd daarop handelaar in Brussel. In 1810 trouwde hij met Louise Angélique Thienpont. Ze hadden een zoon, Frédéric Fortamps.
Hij werd penningmeester in het bestuur van het refugehuis van de ursulinen (1827-1848) en lid van de algemene raad voor de Burgerlijke godshuizen en de Armenzorg (1828-1831).
In 1832 werd hij katholiek volksvertegenwoordiger voor het arrondissement Brussel en bleef dit één jaar lang, tot in 1833.